# Bartolomeo Sessa
Bartolomeo Sessa (Daverio, 1665 – ...) è stato un nobile italiano.
Tra il XVII e il XVIII secolo si rese noto per le sue opere di beneficenza, rivolte ai poveri e al sostegno dell'Ordine dei monaci Olivetani.

## Biografia

### Origini familiari ed educazione
Bartolomeo Sessa, battezzato come Bartolomeo Baldassarre Mario, nacque a Daverio nel 1665 dal nobile milanese Bartolomeo Sessa e da Ippolita Medici dei marchesi di Marignano: era il quarto figlio dopo i fratelli Alessandro, Giulio Gaspare e Anna Isabella Sessa. La madre Ippolita lasciò i figli orfani molto presto, morendo nel 1672, e la loro educazione fu curata dapprima dal padre Bartolomeo e, dopo la sua morte, dagli zii marchesi Gian Giacomo Medici di Marignano e Camilla de Ponti. Fu il contatto con una delle figlie di questi, la religiosa Anna Medici con cui crebbe al Castello di Frascarolo, ad avvicinare precocemente il giovane Bartolomeo alla vocazione religiosa, tanto da voler seguire le orme della cugina, monaca benedettina al monastero di Santa Maria Rosa di Abbiategrasso. Fu così che Bartolomeo scelse di divenire sacerdote, ereditando nel 1701 la cappellania della Beata Vergine Assunta a Daverio, su cui la nobile famiglia Sessa esercitava il giuspatronato dal 1456.

### Opere di carità
Bartolomeo Sessa concretizzò la sua vocazione nel principio cristiano della carità, impiegando tempo, energie e sostanze in opere pie. Era un'epoca nella quale il Ducato di Milano, allora sotto il dominio spagnolo, stava vivendo una fase di profonda recessione economica e impoverimento, alla quale non era estraneo l'abbandono da parte delle classi dirigenti, in primis il patriziato milanese, delle attività commerciali a favore del latifondo: non sorprende quindi che il divario fra ricchi e poveri crescesse e con esso le condizioni di miseria delle classi sociali più deboli. Una delle prime attività di Bartolomeo fu quindi diretta al mantenimento del legato istituito nel Cinquecento dal parente Giovanni Battista Sessa a favore delle fanciulle orfane e prive di educazione della città di Varese, in seguito dotò le parrocchie di Gornate e Daverio di beni in denaro e immobili, ma lo sforzo maggiore e più duraturo fu volto a sostegno dell'Ordine monastico degli Olivetani che, dopo la stagione d'oro vissuta nel XVI secolo, si trovava in una situazione di declino, seguendo in questo una tradizione già propria della famiglia materna, assai legata all'Ordine.

### L'eredità e la discendenza
L'opera di carità di Bartolomeo durò fino alla morte, ma non si esaurì con la sua scomparsa: gli eredi, figli del fratello Alessandro, accolsero infatti questa tradizione munifica per più di un secolo e divenne tipico di questo ramo della famiglia Sessa sino alla sua estinzione, avvenuta con il decesso di Don Cosimo Sessa (nato Bartolomeo), Abate degli Olivetani e Presidente della Congregazione dell'ordine per la Lombardia, e di suo fratello Don Giacomo, anch'egli religioso, nel 1802; i beni che questi lasciò in eredità pervennero nella loro totalità al marchese Carlo Medici di Marignano, e constavano di terre in Gornate e Daverio con due palazzi signorili in entrambi i luoghi.

## Ascendenza
|                                  |                                 |                             | Genitori                     |  |  | Nonni |  |  | Bisnonni      |  |  | Trisnonni        |  |
|                                  |                                 |                             |                              |  |  |       |  |  | Giacomo Sessa |  |  | Bartolomeo Sessa |  |
|                                  |                                 |                             |                              |  |  |       |  |  | Giacomo Sessa |  |  | Bartolomeo Sessa |  |
|                                  |                                 | Caterina Besozzi            |                              |  |  |       |  |  | Giacomo Sessa |  |  |                  |  |
| Alessandro Sessa                 |                                 |                             |                              |  |  |       |  |  | Giacomo Sessa |  |  |                  |  |
|                                  |                                 | Giustina Visconti Borromeo  | Cesare Visconti Borromeo     |  |  |       |  |  |               |  |  |                  |  |
|                                  |                                 | Giustina Visconti Borromeo  | Cesare Visconti Borromeo     |  |  |       |  |  |               |  |  |                  |  |
|                                  |                                 | Giustina Visconti Borromeo  | …                            |  |  |       |  |  |               |  |  |                  |  |
| Bartolomeo Sessa                 |                                 | Giustina Visconti Borromeo  |                              |  |  |       |  |  |               |  |  |                  |  |
|                                  |                                 | Francesco Sessa             | Ettore Sessa                 |  |  |       |  |  |               |  |  |                  |  |
|                                  |                                 | Francesco Sessa             | Ettore Sessa                 |  |  |       |  |  |               |  |  |                  |  |
|                                  |                                 | Francesco Sessa             | Ludovica Sessa               |  |  |       |  |  |               |  |  |                  |  |
| Isabella Sessa                   |                                 | Francesco Sessa             |                              |  |  |       |  |  |               |  |  |                  |  |
|                                  |                                 | Laura Caterina Biumi        | Giovanni Pietro Biumi        |  |  |       |  |  |               |  |  |                  |  |
|                                  |                                 | Laura Caterina Biumi        | Giovanni Pietro Biumi        |  |  |       |  |  |               |  |  |                  |  |
|                                  |                                 | Laura Caterina Biumi        | Francesca Daverio            |  |  |       |  |  |               |  |  |                  |  |
| Bartolomeo Sessa                 |                                 | Laura Caterina Biumi        |                              |  |  |       |  |  |               |  |  |                  |  |
|                                  | Giangiacomo Medici di Marignano | Augusto Medici di Marignano |                              |  |  |       |  |  |               |  |  |                  |  |
|                                  | Giangiacomo Medici di Marignano | Augusto Medici di Marignano |                              |  |  |       |  |  |               |  |  |                  |  |
|                                  | Giangiacomo Medici di Marignano | Barbara del Majno           |                              |  |  |       |  |  |               |  |  |                  |  |
| Giambattista Medici di Marignano | Giangiacomo Medici di Marignano |                             |                              |  |  |       |  |  |               |  |  |                  |  |
|                                  |                                 | Livia Castaldi di Cassano   | Ferrante Castaldi di Cassano |  |  |       |  |  |               |  |  |                  |  |
|                                  |                                 | Livia Castaldi di Cassano   | Ferrante Castaldi di Cassano |  |  |       |  |  |               |  |  |                  |  |
|                                  |                                 | Livia Castaldi di Cassano   | Costanza Borromeo d'Arona    |  |  |       |  |  |               |  |  |                  |  |
| Ippolita Medici di Marignano     |                                 | Livia Castaldi di Cassano   |                              |  |  |       |  |  |               |  |  |                  |  |
|                                  |                                 | Gerolamo Visconti di Jerago | Giulio Visconti di Jerago    |  |  |       |  |  |               |  |  |                  |  |
|                                  |                                 | Gerolamo Visconti di Jerago | Giulio Visconti di Jerago    |  |  |       |  |  |               |  |  |                  |  |
|                                  |                                 | Gerolamo Visconti di Jerago | Isotta Tornielli             |  |  |       |  |  |               |  |  |                  |  |
| Anna Isotta Visconti di Jerago   |                                 | Gerolamo Visconti di Jerago |                              |  |  |       |  |  |               |  |  |                  |  |
|                                  |                                 | Ippolita Pusterla           | Muzio Pusterla               |  |  |       |  |  |               |  |  |                  |  |
|                                  |                                 | Ippolita Pusterla           | Muzio Pusterla               |  |  |       |  |  |               |  |  |                  |  |
|                                  |                                 | Ippolita Pusterla           | Angiola Anzoni               |  |  |       |  |  |               |  |  |                  |  |
|                                  |                                 | Ippolita Pusterla           |                              |  |  |       |  |  |               |  |  |                  |  |